# Сервий Сулпиций Галба (претор 54 пр.н.е.)
Вижте пояснителната страница за други личности с името Сервий Сулпиций Галба.
Сервий Сулпиций Галба (на латински: Servius Sulpicius Galba) e политик на Римската република през 1 век пр.н.е. и прадядо на римския император Галба.

## Биография
Произлиза от клон Галба на патрициианската фамилия Сулпиции. Потомък е на Сервий Сулпиций Галба (консул 144 пр.н.е.). Фамилията му притежава големи градини южно от Авентин, където стои един намерен гробен надпис. Вторият надпис е намерен близо до Терачина до рождената къща на неговия правнук императора през 68 г. Галба.
От 62 до 60 пр.н.е. Галба служи като легат при Гай Помптин, управителят на римската провинция Нарбонска Галия. Бие се против алоброгите. От 58 до 56 пр.н.е. е легат на XII Мълниеносен легион при Гай Юлий Цезар в първите години на Галската война. През 54 пр.н.е. той става претор и помага на стария си шеф Помптин да получи триумф.
През 50 пр.н.е. кандидатства безуспешно да стане консул. След това се включва в заговора против Цезар. През 43 пр.н.е. служи като легат във войската на Сената, която се бие до Мутина (днес Модена) в Горна Италия против Марк Антоний. Галба е командант на победоносния Марслегион (legio Martia) от ветерани и участва в Битката при Форум Галорум, при която на 14 или 15 април 43 пр.н.е. Марк Антоний претърпява поражение. Едно писмо на Галба, в което описва сражението е запазено в кореспонденцията на Цицерон. След това е пратеник на Децим Юний Брут Албин в Рим. В края на годината той е осъден от Октавиан (по-късният Октавиан Август) чрез закона lex Pedia като убиец на Цезар. След това няма сведения за него.
Жени се и има син Гай Сулпиций Галба (историк и претор), който има син Гай Сулпиций Галба (суфектконсул 5 пр.н.е.), който е баща на Гай Сулпиций Галба (консул 22 г.) и на император Галба (68/69).
От 50 пр.н.е. Галба е авгур.